# 张严佛
张严佛（1901年—1971年），又名张毅夫。湖南醴陵人，军统西北大区负责人。

## 生平
黄埔军校一期生，北伐战争时在程潜的国民革命军第六军任职。1931年3月邓文仪在国民政府军事委员会南昌行营创办调查科并任科长，张严佛任副科长。1933年戴笠兼任调查科科长，张严佛任特务处书记长。后外放担任军统川康区区长。1935年10月创办军统西北区，任西北区区长，公开身份为西北剿匪总司令部（代总司令张学良）办公厅第三科科长，下设：
- 西安站：原陕西站，站长马志超（黄埔一期）/许先登
  - 情报股： 股长徐一觉
  - 行动股：股长丁敏之
  - 直属组：组长西安市警察局第一分局局长李翰廷
  - 警政组：组长张梅谷（陕西省民政厅警务科长）
- 兰州站：原甘肃站，站长史铭/霍立人
- 太原站
- 晋南站
- 榆林站：1938年秋榆林组升级为省级的榆林站。站长诸大光
- 新疆站：1944年设立，站长胡国振，新疆警备总部调查室余万选。

1937年改设西安行营，西北区以行营办公厅第四科为掩护。1938年，西安行营改为天水行营，西北区以行营秘书处第三科为掩护。1941年西北区分为晋陕区、西北区（甘、青、宁）。1944年5月洛阳沦陷后，河南和整个华北的军统组织垮了，晋陕区改为北方区。张严佛之后的西北区/晋陕区/北方区负责人有：江雄风（1936年1月-)、王天本、赵世瑞、李果湛、李人士、王鸿骏、胡国振、文强、徐远举等。
1943年调回军统局任副主任秘书，毛人凤是代主任秘书，郑介民为主任秘书兼军令部第二厅厅长。1946年任军统局重庆结束办事处处长。1947年冬任国防部保密局设计委员会主任。1948年底投奔程潜任湖商省政府办公厅副主任。1949年湖南和平解放后在在中南军政委员会公安部协助工作。后在公安部战俘管理所羁押。